# マザー・ジョセフ
マザー・ジョセフ（英:Mother Joseph、1823年4月16日-1902年1月19日）は、カナダ生まれ、アメリカで活躍したカトリック修道女。本名エスター・パリソー（Esther Pariseau）。アメリカ合衆国太平洋岸北西部の教育や慈善施設の発展に寄与し、（不正確な呼称ながら）「太平洋岸北西地域最初の建築家」と呼ばれた。

## 生涯
カナダのケベック州サンエルゼア生まれ。20歳でモントリオールで摂理の愛徳修道女会（現在は摂理の修道女会）に入会した。馬車製造者だった父は「私は娘のエスターを連れてきた。娘は修道生活に身を捧げることを望んでいる。彼女は読み書きができ、計算も正確にやれ、縫い物、料理、糸紡ぎなど家事はなんでもできる。彼女は大工仕事もでき、父親の私と同じくらいハンマーをうまく使える。彼女は他人のために計画することもでき、引き受けたことはなんでもうまくやれる。院長様、彼女はいつの日か優れた長上になれますよ。」と言ったと伝えられている。
1856年、マザー・ジョセフはアメリカ合衆国太平洋岸北西部区域へ派遣される5人の修道女のリーダーとして選ばれた。そこは現在のワシントン州、オレゴン州北部、アイダホ州およびモンタナ州に跨る地域全体で、彼女は11の病院、7つの専門学校、5つのインディアン学校および2つの児童養護施設を設立するのに力を尽くした。マザー・ジョセフは建築家であり芸術家でもあったので、幾つかの建物の設計、その建設の監督および資金集めも行った。金鉱掘りのキャンプをまわる「寄付依頼の旅」は数ヶ月にわたり、目的の実現のために2,000ドルから5,000ドル近い寄付金を集めた。細部に拘る人でもあり、しばしば筏を検査し、あしもとを確かめるために板の上で飛び跳ねたりすることもあった。
マザー・ジョセフは1902年に脳腫瘍で亡くなり、人のために生涯を尽くした修道女という名声を残した。アメリカ建築学会（American Institute of Architects）はマザー・ジョセフを「アメリカの太平洋岸北西地域最初の建築家」と呼んだが、マザーは建築家ではないので正確な言い方ではない。しかし、同地域でいくつかの学校と診療所を計画し建設したことは事実である。1980年、ワシントン州はマザー・ジョセフの多くの貢献を認め、ワシントンD.C.アメリカ合衆国議会議事堂の国立彫像ホール・コレクションに収める、州を代表する二人の人物の彫像の1つに選んだ。このブロンズ像は硫黄島に星条旗を掲げる兵士の姿で知られる海兵隊戦争記念碑を制作した彫刻家フェリックス・ド・ウェルドンにより作られた。マザー・ジョセフは国立カウガール殿堂にも名を連ねている。。